# Ludwig Friedrich Fischer
Ludwig Friedrich Fischer (* 7. März 1750 in Ludwigsburg; † 30. Mai 1837 in Böblingen) war ein württembergischer Oberamtmann.

## Leben und Werk
Fischer verfolgte zunächst eine militärische Laufbahn. 1773 wurde er zum Lieutenant und Auditor der herzoglichen Garde zu Fuß ernannt. 1776 wechselte er als Regierungs- und Konsistorialrat in die Dienste des Fürstenhauses Hohenlohe-Waldenburg. Er arbeitete 1779 als kurpfälzisch-bayerischer Resident in Heilbronn und ab 1804 als bayerischer Legationsrat bei der staatsrechtlichen Sektion in Ulm. 1810 wurde er in den württembergischen Staatsdienst übernommen und 1810 nach dem Übergang der Reichsstadt von Bayern nach Württemberg als erster Ulmer Oberamtmann im Rang eines Oberregierungsrats eingesetzt. Von 1811 bis 1823 leitete er das Oberamt Böblingen. 1823 trat er in den Ruhestand.